# HMS Hawke (1891)
HMS Hawke byl britský chráněný křižník třídy Edgar. Křižník, spuštěný na vodu v roce 1895, byl šestou válečnou lodí Royal Navy tohoto jména. Hlavní výzbroj lodi tvořila dvojice děl ráže 234 mm ve dvou dělových věžích, které doplňovalo 10 děl ráže 152 mm. Dvojice šroubů mohla lodi udělit rychlost až 20 uzlů.

## Služba
V letech 1897–1898 se Hawke, kterému tehdy velel kapitán Sir Richard Poore, podílel na operacích, které vedly k vytvoření autonomie tehdy ještě Osmanské říši patřící Kréty a donucení tureckého sultána ke jmenování řeckého prince Jiřího jejím správcem (oficiálně Nejvyšším komisařem Kréty). Loď byla poté ještě použita pro transport řeckých vojáků zpět z Kréty do Řecka. Jednotky se nalodily v zátoce Platania.

## Kolize s Olympikem

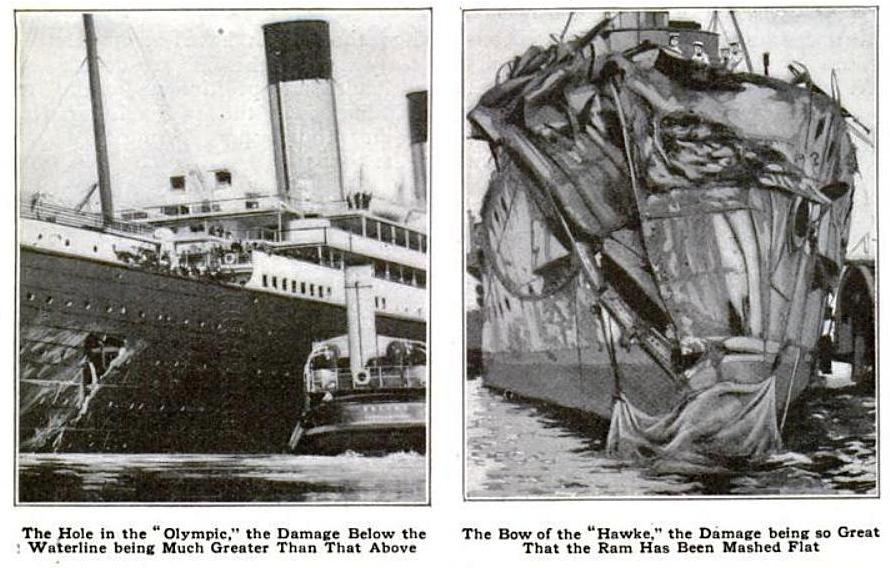
Obrázek poškození Olympicu (vlevo) a HMS Hawke (vpravo)

20. září 1911 se Hawke pod velením fregatního kapitána W. F. Blunta srazil se zaoceánskou lodí společnosti White Star Line Olympic v Solentské úžině, přičemž přišel o příď, která byla při opravě nahrazena svislou přídí. Při zkouškách se ukázalo, že další poškození loď neutrpěla. Z vyšetřování vyplynulo, že viníkem srážky byl Olympic. Sací síla jeho šroubů přitáhla křižník k lodi, který pak narazil do její zádě.

## První světová válka
Když v roce 1914 vypukla první světová válka, Hawke se, pod velením kapitána Hugh P.E.T. Williamse, podílel na operacích v Severním moři.

## Potopení
Dne 14. října 1914 měl Hawke společně se svou sesterskou lodí HMS Theseus službu v Severním moři. Byli napadeni německou ponorkou U 9. První torpédo minulo Thesea, ale zasáhlo Hawke – zapálilo sklad, což způsobilo děsivou explozi. Hawke se během několika minut potopil, přičemž zemřel kapitán, 26 důstojníků a 500 mužů – jen 4 důstojníci a asi 60 mužů přežilo.